# Juan Luis Cipriani Thorne

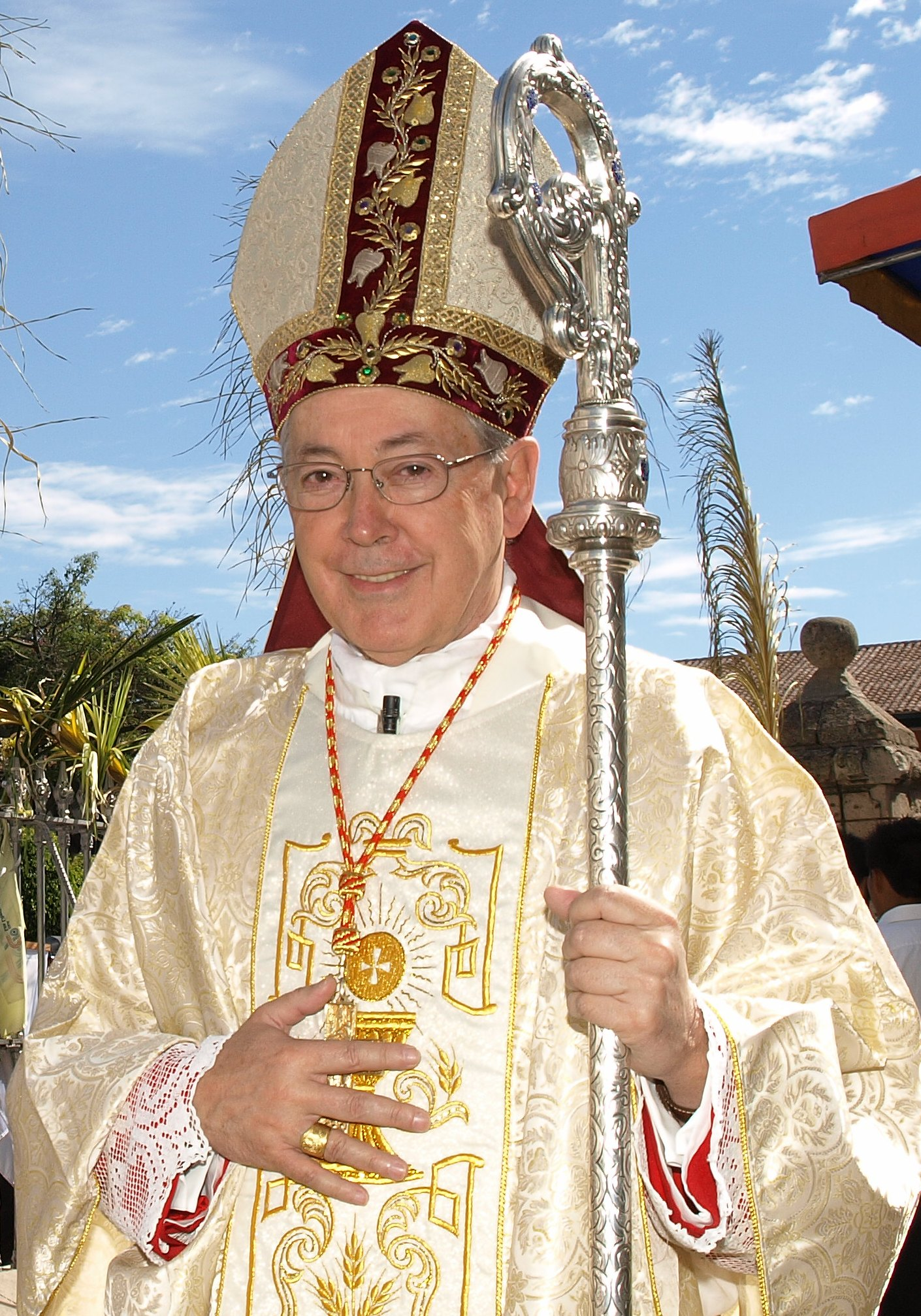
Juan Luis Kardinal Cipriani Thorne

Kardinalswappen

Juan Luis Kardinal Cipriani Thorne (* 28. Dezember 1943 in Lima, Peru) ist ein peruanischer Geistlicher und emeritierter römisch-katholischer Erzbischof von Lima.

## Leben
Juan Luis Cipriani Thorne absolvierte nach Ende seiner Schulzeit zunächst ein technisches Studium am Staatlichen Institut für Maschinenbau. Nach Abschluss seines Studiums arbeitete er als Ingenieur. Er war in den 1960er Jahren über sechs Jahre lang Basketballnationalspieler für Peru und führte die Mannschaft als Kapitän. 1962 trat er der Prälatur Opus Dei bei und studierte als Spätberufener mit 33 Jahren katholische Theologie. Am 21. August 1977 empfing er die Priesterweihe für das Opus Dei. Nach weiteren Studien wurde er zum Doktor der Theologie promoviert und wirkte anschließend als Seelsorger in Lima. Gleichzeitig dozierte er an der Päpstlichen Hochschule im Fachbereich Moraltheologie. Er war Vikar des Opus Dei für ganz Peru.
Am 23. Mai 1988 ernannte ihn Papst Johannes Paul II. zum Titularbischof von Turuzi und bestellte ihn zum Weihbischof in Ayacucho. Die Bischofsweihe spendete ihm der Erzbischof von Lima, Juan Kardinal Landázuri Ricketts OFM, am 3. Juli desselben Jahres; Mitkonsekratoren waren Erzbischof Luigi Dossena, Apostolischer Nuntius in Peru, und der Erzbischof von Ayacucho, Federico Richter Fernandez-Prada.
Am 13. Mai 1995 ernannte ihn Johannes Paul II. als Nachfolger von Federico Richter Fernandez-Prada zum Erzbischof von Ayacucho o Huamanga. Am 9. Januar 1999 erfolgte die Ernennung zum Erzbischof von Lima. Papst Johannes Paul II. ernannte ihn am 21. Februar 2001 zum Kardinalpriester mit der Titelkirche San Camillo de Lellis. Kardinal Cipriani nahm nach dem Tod Johannes Pauls II. am Konklave 2005 und nach dem Rücktritt Benedikts XVI. am Konklave 2013 teil.
International trat Cipriani durch seine Vermittlerrolle bei der Besetzung der japanischen Botschaft in Lima durch die Guerillabewegung MRTA vom Dezember 1996 bis April 1997 in Erscheinung.
Cipriani ist bekannt für konservative Positionen, seine strikte Ablehnung der Befreiungstheologie, oft als kontrovers betrachtete Äußerungen sowie seine nach wie vor ungebrochene Begeisterung für Basketball.
Papst Franziskus nahm am 25. Januar 2019 seinen altersbedingten Rücktritt an. Im Dezember 2019 wurde er „darüber informiert, dass die Römische Glaubenskongregation eine Reihe von Strafen gegen ihn verhängt habe. Diese bezogen sich auf ihm vorgeworfene Missbrauchshandlungen, die Cipriani in den 1980er Jahren begangen haben soll. Darunter sind die Einschränkung seines priesterlichen Dienstes und die Verlegung seines Wohnsitzes ins Ausland. Zudem sei er aufgefordert worden, über die Angelegenheit zu schweigen.“ Auch bezüglich der Verwendung und des Tragens von Insignien gibt es Auflagen seitens des Vatikans. Cipriani habe die Auflagen „unterzeichnet und akzeptiert“.

## Mitgliedschaften
Kardinal Cipriani Thorne war Mitglied folgender Dikasterien der Römischen Kurie:
- Kongregation für den Gottesdienst und die Sakramentenordnung (ab 2001[8], bestätigt 2014,[9] bis 2023)
- Kongregation für die Selig- und Heiligsprechungsprozesse (ab 2001[8], bestätigt 2013,[10] bis 2023)
- Präfektur für die ökonomischen Angelegenheiten des Heiligen Stuhls (2010–2016)[11]
- Päpstliche Kommission für Lateinamerika (ab 2011[12], bestätigt 2014,[13] bis 2023)